# Bettborn, Moselle
Bettborn är en kommun i departementet Moselle i regionen Grand Est (tidigare regionen Lorraine) i nordöstra Frankrike. Kommunen ligger i kantonen Fénétrange som tillhör arrondissementet Sarrebourg. År 2022 hade Bettborn 397 invånare.

## Befolkningsutveckling
Antalet invånare i kommunen Bettborn
| Referens: INSEE |